# Береговий Федір Григорович
Федір Григорович Береговий (нар. 18 березня 1919, село Сичівка Уманського повіту Київської губернії, тепер Христинівського району Черкаської області — 24 січня 2009, смт Верхнячка Христинівського району Черкаської області) — український радянський діяч, новатор сільськогосподарського виробництва, голова колгоспу імені Сталіна («Росія») Христинівського району Черкаської області. Депутат Верховної Ради УРСР 5-го скликання. Герой Соціалістичної Праці (8.04.1971).

## Біографія
Народився в селянській родині. Закінчив сільську школу.
З 1937 року працював бригадиром по боротьбі із шкідниками сільськогосподарських культур і секретарем комсомольської організації колгоспу імені Шевченка села Сичівки Христинівського району Черкащини. У травні 1939 року обраний головою колгоспу імені Шевченка, але восени того ж року призваний в Червону армію.
З вересня 1939 по 1946 рік — в лавах Червоної армії, служив у 1-й Московській пролетарській дивізії. Учасник німецько-радянської війни з червня 1941 року. Служив командиром кулеметної ланки, політруком і командиром роти, заступником командира стрілецького батальйону із стройової частини та командиром стрілецького батальйону 1162-го стрілецького полку 352-ї стрілецької дивізії 36-го стрілецького корпусу 31-ї та 5-ї армій 3-го Білоруського фронту.
Член ВКП(б) з 1943 року.
Після демобілізації, у серпні 1946 — лютому 1947 року — голова колгоспу імені Сталіна села Шельпахівки Христинівського району Київської області.
У лютому 1947—1948 роках — голова районної планової комісії і заступник голови виконавчого комітету Христинівської районної ради депутатів трудящих Київської області.
У 1948—1952 роках — голова колгоспу імені Шевченка (потім — укрупненого «Пам'ять Леніна») села Сичівки Христинівського району Київської області.
У жовтні 1952—1990 роках — голова колгоспу імені Сталіна (з 1958 року — укрупненого «Росія») смт. Верхнячки Христинівського району Черкаської області. З 1962 року колгосп спеціалізувався на вирощуванні та відгодівлі великої рогатої худоби.
З 1990 року — на пенсії у смт Верхнячці Христинівського району Черкаської області.

## Звання
- капітан
- майор

## Нагороди
- Герой Соціалістичної Праці (8.04.1971)
- три ордени Леніна (26.02.1958, 1966, 8.04.1971)
- орден Червоної Зірки (10.04.1945)
- орден Олександра Невського (28.11.1944)
- два ордени Вітчизняної війни ІІ ст. (12.09.1944, 6.04.1985)
- медаль «За оборону Москви»
- медаль «За взяття Кенігсберга» (1945)
- медаль «За перемогу над Німеччиною у Великій Вітчизняній війні 1941—1945 років» (1945)
- золота та срібна медалі ВДНГ СРСР
- медалі
- заслужений працівник сільського господарства Української РСР